# Episodi de Il trenino Thomas - Grandi avventure insieme
Gli episodi de Il trenino Thomas - Grandi avventure insieme sono stati trasmessi in Stati Uniti su Cartoonito a partire dal 13 settembre 2021 e in Italia su Boomerang e Cartoonito a partire dal 10 gennaio al 20 luglio 2022.

## Prima stagione
| n° | Titolo originale                        | Titolo italiano                       | Prima TV originale | Prima TV Italia |
| -- | --------------------------------------- | ------------------------------------- | ------------------ | --------------- |
| 1  | A Thomas Promise                        | Parola di Thomas                      | 13 settembre 2021  | 10 gennaio 2022 |
| 2  | Thomas Blasts Off                       | Tutti pronti al lancio!               | 13 settembre 2021  | 10 gennaio 2022 |
| 3  | License to Deliver                      | Gli agenti segreti adorano il buio    | 13 settembre 2021  | 11 gennaio 2022 |
| 4  | Rules of the Game                       | Le regole del divertimento            | 13 settembre 2021  | 11 gennaio 2022 |
| 5  | A Quiet Delivery                        | Un viaggio silenzioso                 | 14 settembre 2021  | 12 gennaio 2022 |
| 6  | Kana Goes Slow                          | Alla velocità di Thomas               | 14 settembre 2021  | 12 gennaio 2022 |
| 7  | Dragon Run                              | I cavalieri della piattaforma rotonda | 15 settembre 2021  | 13 gennaio 2022 |
| 8  | The Biggest Adventure Club              | Il Più Grande Club d'Avventura        | 15 settembre 2021  | 13 gennaio 2022 |
| 9  | Percy's Lucky Bell                      | La campana fortunata di Percy         | 16 settembre 2021  | 14 gennaio 2022 |
| 10 | Sandy's Sandy Shipment                  | La consegna sabbiosa di Sandy         | 16 settembre 2021  | 14 gennaio 2022 |
| 11 | A Wide Delivery                         | Gioco di squadra                      | 17 settembre 2021  | 17 gennaio 2022 |
| 12 | Counting Cows                           | Quante mucche ha zio McColl           | 17 settembre 2021  | 17 gennaio 2022 |
| 13 | Music is Everywhere                     | Lo spettacolo deve continuare         | 20 settembre 2021  | 18 gennaio 2022 |
| 14 | Backwards Day                           | Giornata al contrario                 | 27 settembre 2021  | 18 gennaio 2022 |
| 15 | Chasing Rainbows                        | La fine dell'arcobaleno               | 4 ottobre 2021     | 19 gennaio 2022 |
| 16 | Nia's Balloon Blunder                   | Il palloncino di Nia                  | 11 ottobre 2021    | 19 gennaio 2022 |
| 17 | Capture the Flag                        | Caccia alla bandierina                | 18 ottobre 2021    | 19 gennaio 2022 |
| 18 | Mystery Boxcars                         | Un regalo per Kana                    | 25 ottobre 2021    | 19 gennaio 2022 |
| 19 | Super Screen Cleaners                   | Gli eroi di Vicarstown                | 1 novembre 2021    | 20 gennaio 2022 |
| 20 | Overnight Stop                          | Lontano da casa                       | 8 novembre 2021    | 20 gennaio 2022 |
| 21 | The Joke is on Thomas                   | Scherziamo insieme                    | 15 novembre 2021   | 20 gennaio 2022 |
| 22 | Lost and Found                          | Dove si va?                           | 22 novembre 2021   | 20 gennaio 2022 |
| 23 | Thomas' Day Off                         | Il giorno libero di Thomas            | 29 novembre 2021   | 21 gennaio 2022 |
| 24 | The Real Number One                     | Il vero numero 1                      | 6 dicembre 2021    | 21 gennaio 2022 |
| 25 | Roller Coasting                         | Montagne russe                        | 13 dicembre 2021   | 21 gennaio 2022 |
| 26 | No Power, No Problem!                   | Niente corrente, nessun problema      | 20 dicembre 2021   | 21 gennaio 2022 |
| 27 | The Tiger Train                         | Il treno tigre                        | 10 gennaio 2022    | 4 luglio 2022   |
| 28 | The Can-Do Submarine Crew               | L'equipaggio che ha più coraggio      | 17 gennaio 2022    | 4 luglio 2022   |
| 29 | Thomas and Percy's Eggsellent Adventure | Fuori i dolci!                        | 24 gennaio 2022    | 5 luglio 2022   |
| 30 | Calliope Crack-Up                       | Musica!                               | 31 gennaio 2022    | 5 luglio 2022   |
| 31 | Tyrannosaurus Wrecks                    | Disastrosauro Rex                     | 7 febbraio 2022    | 6 luglio 2022   |
| 32 | The Super-Long Shortcut                 | La scorciatoia super lunga            | 14 febbraio 2022   | 6 luglio 2022   |
| 33 | A Light Delivery                        | Una consegna luminosa                 | 21 febbraio 2022   | 7 luglio 2022   |
| 34 | The Paint Problem                       | Un problema di vernice                | 28 febbraio 2022   | 7 luglio 2022   |
| 35 | A Wonderful World                       | Un mondo meraviglioso                 | 7 marzo 2022       | 8 luglio 2022   |
| 36 | Whistle Woes                            | Fischietto difettoso                  | 14 marzo 2022      | 8 luglio 2022   |
| 37 | Letting Off Steam                       | Vapore da sfogare                     | 21 marzo 2022      | 11 luglio 2022  |
| 38 | Nia's Perfect Plan                      | Il piano perfetto di Nia              | 28 marzo 2022      | 11 luglio 2022  |
| 39 | Something to Remember                   | Il regalo perfetto                    | 4 aprile 2022      | 12 luglio 2022  |
| 40 | Sandy Versus the Storm                  | Sandy contro la tempesta              | 11 aprile 2022     | 12 luglio 2022  |
| 41 | An UnbeLEAFable Day                     | Giornata autunnale                    | 18 aprile 2022     | 13 luglio 2022  |
| 42 | A Rusty Rescue                          | Il treno fantasma                     | 25 aprile 2022     | 13 luglio 2022  |
| 43 | Ghost Train                             | Alla ricerca di Rusty                 | 2 maggio 2022      | 14 luglio 2022  |
| 44 | Hide and Surprise!                      | Nascondino a sorpresa!                | 9 maggio 2022      | 14 luglio 2022  |
| 45 | Pop a Wheelie                           | Due è meglio di uno                   | 16 maggio 2022     | 15 luglio 2022  |
| 46 | Goodbye, Ghost-Scaring Machine          | La macchina delle grandi avventure    | 23 maggio 2022     | 15 luglio 2022  |
| 47 | More Cowbell                            | Gioco in prestito                     | 31 maggio 2022     | 18 luglio 2022  |
| 48 | Sir Topham Hatt's Hat                   | Il cappello di Sir Topham Hatt        | 6 giugno 2022      | 18 luglio 2022  |
| 49 | Nia's Surprising Surprise               | La sorprendente sorpresa di Nia       | 13 giugno 2022     | 19 luglio 2022  |
| 50 | A New View for Thomas                   | Un'avventura con Harold               | 20 giugno 2022     | 19 luglio 2022  |
| 51 | Skiff Sails Sodor                       | Il 'mal di terra' di Skiff            | 27 giugno 2022     | 20 luglio 2022  |
| 52 | Song of Sodor                           | La canzone di Sodor                   | 5 luglio 2022      | 20 luglio 2022  |

## Seconda stagione
La seconda stagione viene trasmessa negli Stati Uniti su Cartoonito dal 12 settembre 2022 e in Italia, sempre da Cartoonito, a partire dal 13 febbraio 2023.
| n°  | n° | Titolo originale               | Titolo italiano                     | Prima TV originale | Prima TV Italia  |
| --- | -- | ------------------------------ | ----------------------------------- | ------------------ | ---------------- |
| 53  | 1  | Percy Disappears               | Dov'è Percy?                        | 12 settembre 2022  | 13 febbraio 2023 |
| 54  | 2  | Shake, Rattle and Bruno        | Un'avventura con Bruno              | 12 settembre 2022  | 17 febbraio 2023 |
| 55  | 3  | Fast Friends                   | Amiche veloci                       | 19 settembre 2022  | 13 febbraio 2023 |
| 56  | 4  | Ashima's Amazing Arrival       | Benvenuta Ashima                    | 26 settembre 2022  | 14 febbraio 2023 |
| 57  | 5  | Tri-and-a-Half-a-Lon           | L'importante è divertirsi           | 3 ottobre 2022     | 14 febbraio 2023 |
| 58  | 6  | Carly's Magnificent Magnet     | Sbagliando si impara                | 10 ottobre 2022    | 15 febbraio 2023 |
| 59  | 7  | New Mail Engine in Town        | C'è un nuovo postino in città       | 17 ottobre 2022    | 15 febbraio 2023 |
| 60  | 8  | Hot Air Percy                  | La mongolfiera di Percy             | 24 ottobre 2022    | 16 febbraio 2023 |
| 61  | 9  | Carly's Screechy Squeak        | Il cigolio cigolante di Carly       | 31 ottobre 2022    | 16 febbraio 2023 |
| 62  | 10 | Blackout!                      | Anche i numeri 1 chiedono aiuto     | 7 novembre 2022    | 17 febbraio 2023 |
| 63  | 11 | Brand New Track                | Un binario nuovo di zecca           | 14 novembre 2022   | 20 febbraio 2023 |
| 64  | 12 | Stink Monster                  | Mostro puzzolente                   | 21 novembre 2022   | 20 febbraio 2023 |
| 65  | 13 | Whiteout!                      | Bufera di neve                      | 28 novembre 2022   | 20 febbraio 2023 |
| 66  | 14 | Christmas Mountain             | La montagna di Natale               | 5 dicembre 2022    | 20 febbraio 2023 |
| 67  | 15 | Good as New                    | Il Nuovo Boxy                       | 12 dicembre 2022   | 21 febbraio 2023 |
| 68  | 16 | More Than a Pretty Engine      | Ci pensa Ashima                     | 19 dicembre 2022   | 21 febbraio 2023 |
| 69  | 17 | Snowplow Struttin'             | Thomas, lo spazzaneve               | 26 dicembre 2022   | 22 febbraio 2023 |
| 70  | 18 | Thomas in Charge               | Saper Ascoltare                     | 2 gennaio 2023     | 22 febbraio 2023 |
| 71  | 19 | Kana Recharges                 | Kana si ricarica                    | 9 gennaio 2023     | 23 febbraio 2023 |
| 72  | 20 | The Big Skunk Funk             | Chi va piano, va sano e va lontano  | 16 gennaio 2023    | 23 febbraio 2023 |
| 73  | 21 | Off the Rails                  | Fuori dai binari                    | 23 gennaio 2023    | 24 febbraio 2023 |
| 74  | 22 | Diesel's Dilemma               | Il dilemma di Diesel                | 30 gennaio 2023    | 24 febbraio 2023 |
| 75  | 23 | A Very Percy Valentine's Day   | Il San Valentino di Percy           | 6 febbraio 2023    | 3 ottobre 2023   |
| 76  | 24 | Valentine's Heart              | Cuori di San Valentino              | 13 febbraio 2023   | 3 ottobre 2023   |
| 77  | 25 | Bring it on Beresford          | Forza Beresford!                    | 20 febbraio 2023   | 28 febbraio 2023 |
| 78  | 26 | What's in a Name?              | L'importanza di un nome             | 27 febbraio 2023   | 28 febbraio 2023 |
| 79  | 27 | Sheep Shenanigans              | Pecorelle infreddolite              | 8 maggio 2023      | 1º marzo 2023    |
| 80  | 28 | Tunnel Troubles                | Guai nel tunnel                     | 9 maggio 2023      | 1º marzo 2023    |
| 81  | 29 | The Case of the Missing Crane  | Il caso della gru scomparsa         | 10 maggio 2023     | 2 ottobre 2023   |
| 82  | 30 | Not-So-Secret Mission          | Missione non così segreta           | 15 maggio 2023     | 2 ottobre 2023   |
| 83  | 31 | Speedster Sandy                | La gara di Sandy                    | 16 maggio 2023     | 4 ottobre 2023   |
| 84  | 32 | For All the Marble             | La statua di marmo                  | 17 maggio 2023     | 4 ottobre 2023   |
| 85  | 33 | Salty's Sea Shanty             | Il tesoro dei pirati di Sodor       | 22 maggio 2023     | 5 ottobre 2023   |
| 86  | 34 | Retrieve the Kraken            | A caccia del kraken                 | 23 maggio 2023     | 5 ottobre 2023   |
| 87  | 35 | Rocket's Fall                  | L'atterraggio del razzo             | 24 maggio 2023     | 6 ottobre 2023   |
| 88  | 36 | Details? What Details?         | Dettagli importanti                 | 29 maggio 2023     | 6 ottobre 2023   |
| 89  | 37 | Blue Engine Blues              | Una giornata storta                 | 30 maggio 2023     | 9 ottobre 2023   |
| 90  | 38 | Hay Fort Frenzy                | La torre di fieno                   | 31 maggio 2023     | 9 ottobre 2023   |
| 91  | 39 | Percy in the Middle            | L'arbitro Percy                     | 28 agosto 2023     | 10 ottobre 2023  |
| 92  | 40 | Bad Luck Boxcar                | Banane porta sfortuna               | 4 settembre 2023   | 10 ottobre 2023  |
| 93  | 41 | Not So Easy-Greasy             | Un'avventura scivolosa              | 11 settembre 2023  | 11 ottobre 2023  |
| 94  | 42 | It All Adds Up                 | Un avvertimento per tutti           | 18 settembre 2023  | 11 ottobre 2023  |
| 95  | 43 | Bruno's Map Mishap             | Chi trova una mappa trova un tesoro | 25 settembre 2023  | 12 ottobre 2023  |
| 96  | 44 | Seeking a Safer Sodor          | Sicuri ma non troppo                | 2 ottobre 2023     | 12 ottobre 2023  |
| 97  | 45 | A Cranky Goodbye               | Parlare aiuta                       | 9 ottobre 2023     | 13 ottobre 2023  |
| 98  | 46 | Sameroo                        | Soliteria                           | 16 ottobre 2023    | 13 ottobre 2023  |
| 99  | 47 | Thomas for a Day               | Thomas per un giorno                | 23 ottobre 2023    | 16 ottobre 2023  |
| 100 | 48 | The Super Axle                 | Le super ruote di Toby              | 30 ottobre 2023    | 16 ottobre 2023  |
| 101 | 49 | The Waiting Game               | Nell'attesa..fantastichiamo!        | 6 novembre 2023    | 17 ottobre 2023  |
| 102 | 50 | All Wheels on Track            | Tutti possono aiutare               | 13 novembre 2023   | 17 ottobre 2023  |
| 103 | 51 | Something Broken, Someone Blue | Niente è per sempre                 | 20 novembre 2023   | 18 ottobre 2023  |
| 104 | 52 | The Sights of Sodor            | I panorami di Sodor                 | 27 novembre 2023   | 18 ottobre 2023  |

## Terza stagione
La terza stagione viene trasmessa su Treehouse in Canada dal 3 febbraio 2024, su Cartoonito in America dal 7 marzo 2024, e in Italia su Cartoonito a partire dal 10 al 18 giugno 2024 e su Boomerang a partire dal 16 al 24 luglio 2024.
| n° | Titolo originale              | Titolo italiano         | Prima TV originale | Prima TV Italia |
| -- | ----------------------------- | ----------------------- | ------------------ | --------------- |
| 1  | What's The Buzz?              | Una casa per le api     | 3 febbraio 2024    | 10 giugno 2024  |
| 2  | Bells are Ringing             | La campana smarrita     | 3 febbraio 2024    | 10 giugno 2024  |
| 3  | Abraca-Diesel                 | La magia dell'amicizia  | 10 febbraio 2024   | 11 giugno 2024  |
| 4  | Overcommitted                 | Promesse impossibili    | 10 febbraio 2024   | 11 giugno 2024  |
| 5  | Sandy's Fine Mess             | Che disordine, Sandy!   | 17 febbraio 2024   | 12 giugno 2024  |
| 6  | Nia's Green Surprise          | Una piantina per Nia    | 17 febbraio 2024   | 12 giugno 2024  |
| 7  | Duck Duck Whoosh              | Salviamo le anatre!     | 24 febbraio 2024   | 13 giugno 2024  |
| 8  | Choo Choo Check-in            | Controllo ciuf-ciuf     | 24 febbraio 2024   | 13 giugno 2024  |
| 9  | Percy's Little Problem        | Il problemino di Percy  | 2 marzo 2024       | 14 giugno 2024  |
| 10 | Fill-In Friend                | Un amico insostituibile | 2 marzo 2024       | 14 giugno 2024  |
| 11 | Cake It Easy                  | Sbagliando s'impara     | 9 marzo 2024       | 17 giugno 2024  |
| 12 | The Can-Do Crew               | Una squadra vincente    | 9 marzo 2024       | 17 giugno 2024  |
| 13 | Pizza Picnic Problem          | Pizzata creativa        | 16 marzo 2024      | 18 giugno 2024  |
| 14 | Travels with Terence          | In viaggio con Terence  | 16 marzo 2024      | 16 luglio 2024  |
| 15 | Crab Crossing                 | Salviamo i granchi      | 11 maggio 2024     | 17 luglio 2024  |
| 16 | Driving Winston               | Il nuovo arrivato       | 11 maggio 2024     | 17 luglio 2024  |
| 17 | The Slowest Race in The World | Gara di lentezza        | 18 maggio 2024     | 18 luglio 2024  |
| 18 | Bruno's Blustery Day          | Un aiutino dagli amici  | 18 maggio 2024     | 18 luglio 2024  |
| 19 | Night Lights                  | Luci nell'oscurità      | 25 maggio 2024     | 19 luglio 2024  |
| 20 | For Love Or Muddy             | Un lavoro speciale      | 25 maggio 2024     | 19 luglio 2024  |
| 21 | Percy's Duck Dilemma          | Migrare o non migrare   | 1 giugno 2024      | 22 luglio 2024  |
| 22 | All For The Nest              | Un nido da proteggere   | 1 giugno 2024      | 22 luglio 2024  |
| 23 | Winter Games                  | Giochi invernali        | 15 giugno 2024     | 23 luglio 2024  |
| 24 | The Accidental Bad Guy        | Cattivo per sbaglio     | 15 giugno 2024     | 23 luglio 2024  |
| 25 | Farmer's Market...On Wheels!  | Il mercato contadino    | 29 giugno 2024     | 24 luglio 2024  |
| 26 | The Smells of Sodor           | I profumi di Sodor      | 29 giugno 2024     | 24 luglio 2024  |

## Quarta stagione
La quarta stagione viene trasmessa in Canada su Treehouse TV dal 6 aprile 2025, in Regno Unito sul blocco Milkshake! di Channel 5 dal 28 gennaio 2025 e negli Stati Uniti d'America su Netflix dal 10 aprile 2025. In Italia la quarta stagione è trasmessa su Boomerang dal 7 aprile 2025, mentre su Cartoonito dall' 11 maggio 2025.
| n° | Titolo originale            | Titolo italiano                  | Prima TV originale | Prima TV Italia |
| -- | --------------------------- | -------------------------------- | ------------------ | --------------- |
| 1  | Sheep Stampede              | L'unione fa la forza             | 27 gennaio 2025    | 7 aprile 2025   |
| 2  | The Berry Best              | Il sapone alla fragola           | 28 gennaio 2025    | 7 aprile 2025   |
| 3  | Creepy Crawly Courage       | Ci vuole coraggio                | 29 gennaio 2025    | 8 aprile 2025   |
| 4  | Windmill Woes               | Punti di vista                   | 30 gennaio 2025    | 8 aprile 2025   |
| 5  | Quacking Quandary           | Il mostro della palude           | 31 gennaio 2025    | 9 aprile 2025   |
| 6  | The Stinking Delivery       | La consegna puzzolente           | 3 febbraio 2025    | 9 aprile 2025   |
| 7  | Don't Train on My Parade    | La parata di primavera           | 4 febbraio 2025    | 10 aprile 2025  |
| 8  | Shiny Spiffy Sandy          | La mostra dei treni              | 5 febbraio 2025    | 10 aprile 2025  |
| 9  | Diesel's Bad Day            | Una giornata storta              | 6 febbraio 2035    | 11 aprile 2025  |
| 10 | Moo-ving Friendship         | Una mucca per amica              | 7 febbraio 2025    | 11 aprile 2025  |
| 11 | Art Engines Go!             | Le mille sfaccettature dell'arte | 10 febbraio 2025   | 14 aprile 2025  |
| 12 | Lightening the Load         | Insieme nei momenti difficili    | 11 febbraio 2025   | 14 aprile 2025  |
| 13 | Baaa-tastrophe!             | Una consegna lanosa              | 12 febbraio 2025   | 15 aprile 2025  |
| 14 | Terence Time Out            | Una pausa rigenerante            | 12 maggio 2025     | 15 aprile 2025  |
| 15 | Postage Percy               | Un francobollo molto speciale    | 13 maggio 2025     | 16 aprile 2025  |
| 16 | A Crate Rescue              | Una cassa in fondo al mare       | 14 maggio 2025     | 16 aprile 2025  |
| 17 | Chaos at Cronk's Crossing   | Un passo alla volta              | 15 maggio 2025     | 17 aprile 2025  |
| 18 | The Big Do-Over             | Tutto da rifare                  | 16 maggio 2025     | 17 aprile 2025  |
| 19 | Did I Miss It?              | Tutto a suo tempo                | 19 maggio 2025     | 18 aprile 2025  |
| 20 | No More Surprises           | Una torre...a sorpresa           | 20 maggio 2025     | 18 aprile 2025  |
| 21 | Bruno to the Rescue         | Ci pensa Bruno                   | 21 maggio 2025     | 21 aprile 2025  |
| 22 | Kana's Last-Minute Delivery | La consegna fulminea di Kana     | 22 maggio 2025     | 21 aprile 2025  |
| 23 | Goodnight Gordon            | Sogni d'oro, Gordon              | 23 maggio 2025     | 22 aprile 2025  |
| 24 | Cronk's Crossing Conundrum  | Un mistero da risolvere          | 26 maggio 2025     | 22 aprile 2025  |
| 25 | Bridge Builders             | Il nuovo ponte                   | 27 maggio 2025     | 23 aprile 2025  |
| 26 | The Feels of Sodor          | Bellezze da sentire              | 28 maggio 2025     | 23 aprile 2025  |